# Eita Kobayashi
Eita Kobayashi (小林 瑛太, Kobayashi Eita), né le 27 octobre 1991 à Nagano, est un catcheur japonais qui travaille à la Dragon Gate sous le nom d'Eita.

## Carrière

### Dragon Gate USA/Evolve (2012-2013)
Lors de DGUSA REVOLT! 2013, il perd contre Rich Swann. Lors de DGUSA Heat 2013, il perd contre Chuck Taylor.
Lors de EVOLVE 22: Gargano vs. del Sol, lui et T-Hawk perdent contre The Young Bucks et ne remportent pas les Open the United Gate Championship.

### Retour à la Dragon Gate (2013-...)
Le 5 décembre, lui, T-Hawk et Flamita battent Mad Blankey (BxB Hulk, Cyber Kong et Yamato) et remportent les Open the Triangle Gate Championship. Cependant, trois jours plus tard, lui et T-Hawk perdent leur titres contre Mad Blankey (Naruki Doi et Yamato). Le 22 décembre, lui, T-Hawk et Flamita perdent leur titres contre Jimmyz (Jimmy Susumu, Mr. Kyu Kyu Naoki Tanizaki Toyonaka Dolphin et Ryo "Jimmy" Saito) dans un Three-Way Elimination Match qui incluaient également Oretachi Veteran-gun (CIMA, Dragon Kid et Masaaki Mochizuki). Le 16 mars 2014, lui, T-Hawk et U-T battent Jimmyz (Jimmy Kanda, Jimmy Susumu et Mr. Kyu Kyu Naoki Tanizaki Toyonaka Dolphin) et remportent les Open the Triangle Gate Championship. Le 14 juin, ils perdent leurs titres contre Mad Blankey (Naruki Doi, Cyber Kong et Kzy). Le 20 juillet, lui et T-Hawk battent Monster Express (Akira Tozawa et Shingo Takagi) et remportent pour la deuxième fois les Open the Twin Gate Championship. Le 2 novembre, ils perdent leur titres contre CIMA et Gamma. Le 3 décembre, ils battent CIMA et Gamma et remportent pour la troisième fois les Open the Twin Gate Championship. Lors de Final Gate 2014, ils perdent leur titres contre Mad Blankey (Cyber Kong et Yamato). Le 6 août 2015, les Millennials perdent un Three-Way Match et en conséquence ils sont forcés de se dissoudre.
Le 23 septembre 2015, il est trahi par Kotoka et expulsé du groupe VerserK nouvellement formée.

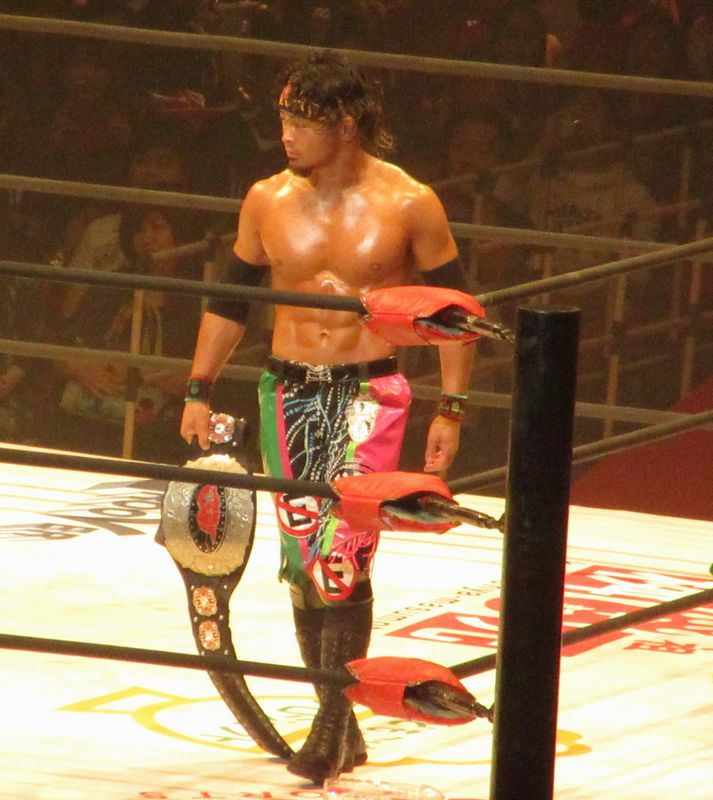
Eita en tant que Open the Brave Gate Champion en 2016.

Le 12 juin 2016, il est choisi pour représenter la Dragon Gate dans le tournoi Super J-Cup 2016 de la New Japan Pro-Wrestling. Le 20 juillet, il a été éliminé du tournoi dès le premier tour par Jushin Thunder Liger.
Le 9 septembre, lui et Dragon Kid battent VerserK (Naruki Doi et  "brother" YASSHI) pour remporter le Summer Adventure Tag League (2016).

#### Second Heel Turn & VerserK (2017-2018)
Le 8 novembre, il rejoint VerserK après avoir trahi Dragon Kid, révélant qu'il était le plus récent membre du clan, ce qui l'a conduit avec T-Hawk à remporter le Early Christmas Tag Team Tournament en battant BxB Hulk et Kzy en finale. Lors de Final Gate 2017, lui et T-Hawk battent CIMA et Jimmy Susumu et remportent les vacants Open the Twin Gate Championship pour la quatrième fois. 

#### ANTIAS (2018)
Le 13 janvier 2018, lui et les autres membres de VerserK renomme le groupe qui s'appellera dorénavant ANTIAS.
Lors de Kobe Pro-Wrestling Festival 2018, il bat Dragon Kid et remporte le Open the Brave Gate Championship pour la deuxième fois,. 

#### Real Extreme Diffusion (2018-2022)
Lors de Dangerous Gate, il annonce qu'Antias est renommé et s'appelle dorénavant R.E.D, plus tard dans la soirée, il perd son titre contre Dragon Kid. Le 2 octobre, lui et PAC battent Shingo Takagi et BxB Hulk. Lors de Gate of Destiny 2018, lui, Daga, Yasushi Kanda et Kazma Sakamoto battent Kagetora, Yosuke♡Santa Maria, U-T et Kota Minoura. Sa rivalité contre Dragon Kid culmine à un Mask vs Hair Match lors de Final Gate 2018 qu'il perd, le forçant à se faire raser la tète.
Lors de Kobe Pro-Wrestling Festival 2019, lui et Big R Shimizu battent Tribe Vanguard (Yamato et Kai) dans un Triple Threat Elimination Match qui comprenaient également Kaito Ishida et Naruki Doi et remportent les Open the Twin Gate Championship.
Le 8 octobre, lui, Big R Shimizu, Diamante et Yasushi Kanda perdent contre Ultimo Dragon, Saito, Shisa et Darkness Dragon. Après cela, Kanda quitte le groupe en se retournant contre lui après que ce dernier est refusé d'attaquer son mentor Ultimo Dragon. Il annonce ensuite que R.E.D serait rejoint par deux nouveaux membres. Leur identité a été gardée secrète sous le déguisement du Dr Muscle. Le 4 décembre, il perd contre Dragón par disqualification, après avoir enlevé le masque de ce dernier. Ensuite, RED attaqua Dragón jusqu'à ce que ses anciens élèves, Masato Yoshino et Naruki Doi, ne viennent le sauvés. Les démons masqués verts et rouges ont été forcés de participer au match, l'obligeant avec les démons masqués verts et rouges à affronter Dragón, Doi et Yoshino dans un match qu'ils gagnent, après que Kaito Ishida se soit révélé être le démon masqué vert, se retournant contre MaxiMuM. il annonce ensuite que le démon masqué rouge serait révélé le 18 décembre. Lors de Final Gate 2019, lui et Big R Shimizu perdent les Open the Twin Gate Championship contre Tribe Vanguard (Yamato et BxB Hulk). Le 18 décembre, le démon masqué rouge se révèle être BxB Hulk qui quitte donc Tribe Vanguard et rejoint R.E.D. R.E.D se retrouve ensuite impliqué dans une Guerre des Générations contre les clans Dragon Gate et Toryumon.
Du 17 mai au 7 juin, il participe au King of Gate 2020, qu'il a finalement remporté le 7 juin, en battant en finale le Open the Dream Gate Champion, Naruki Doi. Lors de Memorial Gate 2020, il bat Naruki Doi et remporte le Open the Dream Gate Championship. Lors de Kobe Pro Wrestling Festival, il perd le titre contre Shun Skywalker.
Lors de Final Gate 2020, lui, Kaito Ishida, H.Y.O, HipHop Kikuta et SB KENTo battent Toryumon Generation (Dragon Kid, Genki Horiguchi, Masato Yoshino, Naruki Doi et Susumu Yokosuka) dans un No Disqualification Losing Unit Disbands Match et force Toryumon à se dissoudre.
Lors de Dangerous Gate 2021, lui, H.Y.O et Kaito Ishida battent MASQUERADE (Dragon Dia, Jason Lee et La Estrella) et remportent les Open the Triangle Gate Championship. Lors de The Gate Of Destiny 2021, ils conservent les titres contre HIGH-END (Ben-K, Dragon Kid et Kagetora). Le 15 décembre, ils perdent leur titres contre MASQUERADE (Jason Lee, Kota Minoura et Shun Skywalker). Au cours de l'année 2021, il commence à apparaître à la Pro Wrestling NOAH, formant là-bas le clan Los Perros del Mal de Japón, ce qui provoqua une rupture entre lui et H.Y.O,. Le 12 janvier 2022, lui et Kaito Ishida commencent à s'éloigner eux-mêmes de H.Y.O avant de remporter le Open the Triangle Gate Championship pour la deuxième fois après avoir vaincu MASQUERADE (Jason Lee, Kota Minoura et Shun Skywalker). Après le match, Shun Skywalker quitte Masquerade, ce qui conduit H.Y.O à l'inviter à rejoindre le groupe, ce que Skywalker accepte. Cependant, lui et Ishida sont contre son ajout et il essaie d'expulser H.Y.O, conduisant le reste du groupe à se retourner contre eux et Shun Skywalker à devenir le nouveau membre du clan.

#### Los Perros del Mal de Japón (2022)
Au cours du mois d'avril, un trio de Metal Warriors apparait à la Dragon Gate, kidnappant Minorita du clan Gold Class, menant à un match entre Minorita et l'un des trois Metal Warriors. Le 25 avril, l'un des trois Metal Warriors affronte et bat Minorita. Après le match, le trio s'est révélé être Eita, Kotarō Suzuki et Nosawa Rongai, qui défient Gold Class (Naruki Doi, Kaito Ishida et Kota Minoura) pour les Open the Triangle Gate Championship,. Lors de Dead or Alive 2022, lui, Kotarō Suzuki et Nosawa Rongai battent Gold Class (Naruki Doi, Kaito Ishida et Kota Minoura) et remportent les Open the Triangle Gate Championship,.

### Pro Wrestling Noah (2021-2022)
Le 13 juin, il effectue ces débuts à la Pro Wrestling NOAH en révélant être le partenaire mystère et nouveau membre du groupe de Nosawa Rongai et Ikuto Hidaka pour combattre Stinger et annonce ensuite participer à la Battle Royal déterminant le Challenger pour le GHC Junior Heavyweight Championship. Lors de Cage War 2021, il participe à une Battle Royal qu'il perd au profit de Hayata et ne devient pas Challenger pour le GHC Junior Heavyweight Championship. Lors de Muta The World, le groupe révèle prendre le nom de Los Perros del Mal de Japón après une victoire de Eita, Nosawa Rongai et Yo-Hey contre Stinger (Yoshinari Ogawa, Seiki Yoshioka et Yuya Susumu). Une Bagarre commence ensuite entre les deux clans avec Kotarō Suzuki et Ikuto Hidaka venant les aider, surpassant en nombre et prenant le dessus sur Stinger.
Lors de Grand Square 2021 In Osaka, lui et Nosawa Rongai battent Atsushi Kotoge et Hajime Ohara et remportent les GHC Junior Heavyweight Tag Team Championship. Lors de The Best 2021, ils perdent les titres contre Stinger (HAYATA et Yoshinari Ogawa).
Lors de Great Voyage In Yokohama 2022, il bat Daisuke Harada et remporte le GHC Junior Heavyweight Championship. Lors de Majestic 2022 - N Innovation, il perd le titre contre HAYATA.
Lors de NOAH The New Year, lui et Yoshinari Ogawa battent Kzy et Yo-Hey et remportent les GHC Junior Heavyweight Tag Team Championship.

## Palmarès
- Desastre Total Ultraviolento
  - 1 fois DTU Alto Rendimiento Championship[50]

- Dragon Gate
  - 1 fois Open the Dream Gate Championship
  - 2 fois Open the Brave Gate Championship
  - 5 fois Open the Twin Gate Championship avec T-Hawk (4) et Big R Shimizu (1)
  - 6 fois Open the Triangle Gate Championship  avec Flamita et T-Hawk (1), T-Hawk et U-T (1), H.Y.O et Kaito Ishida (2) et Kotarō Suzuki et Nosawa Rongai (2)
  - 1 fois Provisional Open the Twin Gate Championship  avec T-Hawk
  - King of Chop (2012)[51]
  - Open the Triangle Gate Championship Next Challenger Team One Night Tournament (2013) avec Flamita et T-Hawk
  - Summer Adventure Tag League (2013) avec T-Hawk
  - Summer Adventure Tag League (2016) avec Dragon Kid
  - King of Gate (2020)

- Pro Wrestling NOAH
  - 1 fois GHC Junior Heavyweight Championship
  - 2 fois GHC Junior Heavyweight Tag Team Championship avec Nosawa Rongai (1) et Yoshinari Ogawa (1, actuel)

## Récompenses des magazines
- Pro Wrestling Illustrated

| Année | 2013 | 2014 à 2015 | 2016 | 2017 | 2018 | 2019 | 2020 | 2021 | 2022 |
| ----- | ---- | ----------- | ---- | ---- | ---- | ---- | ---- | ---- | ---- |
| Rang  | 368  | Non classé  | 323  | 247  | 241  | 175  | 252  | 120  | 130  |